# Dalbergia marcaniana
Dalbergia marcaniana är en ärtväxtart som beskrevs av William Grant Craib. Dalbergia marcaniana ingår i släktet Dalbergia, och familjen ärtväxter. Inga underarter finns listade i Catalogue of Life.